# ГЕС Gavins Point
ГЕС Gavins Point — гідроелектростанція на межі штатів Небраска та Південна Дакота (Сполучені Штати Америки). Знаходячись після ГЕС Fort Randall, становить нижній ступінь каскаду на річці Міссурі, найбільшій правій притоці Міссісіпі (басейн Мексиканської затоки).
У межах проекту річку перекрили греблею висотою 23 метри, довжиною 2652 метри та товщиною по основі 137 метрів. Вона переважно виконана як земляна споруда, проте також включає бетонну ділянку водоскидів довжиною 360 метрів та машинний зал, при цьому зведення греблі потребувало 235 тис. м3 бетону та 5,4 млн м3 ґрунту. Споруда утримує витягнуте по долині Міссурі на 40 км водосховище Левіс-енд-Кларк-Лейк з площею поверхні від 113,3 до 127,1 км2 та об'ємом 607 млн м3, з якого 73,6 млн м3 складає корисний об'єм, що забезпечується коливанням поверхні між позначками 368,2 та 368,8 метра НРМ.
Інтегрований у правобережну частину греблі машинний зал обладнали трьома турбінами типу Каплан, які працюють при напорі від 12 до 24 метрів (номінальний напір 14,6 метра).